# L'Assassinat de la via Belpoggio
L'Assassinat de la via Belpoggio (publié initialement en italien sous le nom de L'assassinio di via Belpoggio) est une nouvelle écrite par Aron Hector Schmitz sous le pseudonyme de Ettore Samigli (pseudonyme plus tard changé en Italo Svevo). Elle parut en 1890 dans le quotidien L'Indipendente à Trieste.

## Résumé
Un soir, Giorgio assassine d'un coup de poing Antonio V dans le centre de Trieste pour lui voler son argent d'un geste non prémédité mais instinctif. Il s'enfuit alors en direction de la gare pour s'échapper vers la Suisse mais au dernier moment il est pris de panique et rentre chez lui, appartement qu'il partage avec son colocataire Giovanni, où il s'enferme et fait croire qu'il est malade. Il cache l'argent volé sous une latte du parquet sous le lit de son colocataire. Peu à peu, la nouvelle de l'assassinat se propage dans la ville, accompagné d'une description de l'assassin le présentant les cheveux noirs avec un chapeau mou. Les amis de Giorgio commencent donc à le soupçonner. Après une courte escapade dans le village de sa mère où il apprend qu'elle est morte quelques jours plus tôt, il retourne à Trieste et achète un nouveau chapeau pour tenter de brouiller les pistes. Dénoncé par le chapelier et par Giovanni ayant retrouvé l'argent sous son lit, il est arrêté par la police et avoue son crime.

## Sources
- « Fiche du livre L'Assassinat de la via Belpoggio et autres nouvelles de Italo Svevo traduit par Jean-Noël Schifano », sur Site officiel de Gallimard (consulté le 24 février 2016).